# هاینتز ویندل
هاینز ویندل (متولد ۱۹۶۸در روتز) متخصص مغز و اعصاب آلمانی و استاد دانشگاه مونستر است. او برای کارهایش در زمینه التهاب سیستم عصبی و بیماری ام اس شناخته شده‌است.

## زندگی‌نامه
ویندل از سال ۱۹۸۹ تا ۱۹۹۶در دانشگاه ارلانگن-نورنبرگ آلمان، دانشگاه دوک کارولینای شمالی و دانشگاه بیل سوئیس در رشته روان‌شناسی و پزشکی تحصیل کرد. او در سال ۱۹۹۶ مدرک دکترای خود را گرفت. در سال‌های بعد، او محقق شورای تحقیقات آلمان (بنیاد پژوهش آلمان) در مؤسسه نوروبیولوژی ماکس پلانک (مارتینسرید) بود، به عنوان همکار بالینی و پژوهشی در دپارتمان نورولوژی توبینگن کار کرد، گواهینامه هیئت مدیره را دریافت کرد (۲۰۰۴) و توانبخشی خود را به پایان رساند (۲۰۰۴). در سال ۲۰۰۵ به عنوان پروفسور نورولوژی و سرپرست گروه تحقیقاتی بالینی ام اس و نوروایمونولوژی در وورتزبورگ منصوب شد و به عنوان نایب رئیس دپارتمان نورولوژی فعالیت کرد. در سال ۲۰۱۰ در دانشگاه مونستر استخدام شد و در آنجا به عنوان مدیر بخش نورولوژی-بیماری‌های التهابی سیستم عصبی و نورونکولوژی مشغول به کار شد. از ۱ می ۲۰۱۳ او مدیر بخش نورولوژی در مونستر است.

## فعالیت علمی
کار بالینی و علمی ویندل بر بیماری‌های التهابی سیستم عصبی متمرکز است. با در نظر گرفتن مولتیپل اسکلروزیس به عنوان یک بیماری نمونه، او در درجه اول جنبه‌های تنظیم ایمنی و تعامل بین سیستم ایمنی و سیستم عصبی را بررسی می‌کند. علاوه بر این، ویندل پروژه‌های تحقیقاتی در مورد ردگیری سلول‌های ایمنی انجام داد و نشانگرهای زیستی را برای پیش آگهی و درمان مولتیپل اسکلروزیس بررسی می‌کند. با ایجاد پروژه‌های تحقیقاتی ترجمه، کار او به روشن شدن بیشتر این سؤال کمک می‌کند که چگونه درمان‌های ایمنی در بیماری‌های عصبی کار می‌کنند و چگونه مکانیسم‌های جدید عمل می‌توانند ایجاد شوند. ویندل در پروژه‌های پژوهشی خود رویکردی ترجمه‌ای را با برقراری ارتباط نزدیک بین کار آزمایشگاهی و مراقبت از بیمار دنبال می‌کند. با این هدف، او همچنین یک بانک زیستی در بخش نورولوژی مونستر تأسیس کرد. ویندل در توسعه آنتی‌بادی مونوکلونال داکلیزوماب که در سال ۲۰۱۶ تأیید شد و مکانیسم اثر کاملاً جدیدی را در درمان ام اس و اوفاتوموماب نشان می‌دهد، شرکت داشت. هاینز ویندل به ایجاد شبکه مولتیپل اسکلروز KKNMS (Krankheitsbezogenes Kompetenznetzwerk Multiple Sklerose) کمک کرد. او یکی از سخنرانان مرکز تحقیقات مشترک فرامنطقه ای ۱۲۸("مولتیپل اسکلروزیس") از DFG است و به عنوان عضوی از کمیته راهبری خوشه تعالی «سلول‌ها در جنبش» (CiM), با تأمین بودجه توسط دولت فدرال آلمان کار می‌کند. در سال ۲۰۱۹، ویندل یکی از مبتکران اصلی درخواست موفقیت‌آمیز برای دریافت بودجه از سوی دولت آلمان برای ساخت «موسسه بدن و مغز» بود و از آن زمان تاکنون به عنوان سخنران این پروژه فعالیت می‌کند.

## عضویت‌های علمی
ویندل در انجمن‌های آکادمیک زیر عضو است: انجمن آلمانی ایمونولوژی (DGfI)، انجمن آلمانی مولتیپل اسکلروزیس (DMSG)، انجمن آلمانی بیماری‌های عضلانی (DGM)، انجمن عصب‌شناسی آلمان (DGN)، آکادمی نورولوژی آمریکا (AAN))، انجمن بین‌المللی نوروایمونولوژی (ISNI), هیئت تحریریه کتابخانه عمومی علوم (PLoS) ONE.

## افتخارات و جوایز
- استاد افتخاری دانشکده پزشکی سیدنی ۲۰۱۷
- جایزه Sobek ۲۰۱۵ برای تحقیقات ام اس انجمن آلمانی مولتیپل اسکلروزیس (DMSG)[۱۲]
- جایزه هاینریش پت از انجمن عصب‌شناسی آلمان (DGN)[۱۳]
- ۲۰۰۴ جایزه Sobek برای تحقیقات ام اس (جایزه دانشمندان جوان) از انجمن آلمان مولتیپل اسکلروزیس (DMSG)[۱۴]
- ۲۰۰۳ جایزه Felix-Jerusalem از انجمن آلمان برای بیماری‌های عضلانی (DGM)

## تأمین مالی شخص ثالث
ویندل از اتحادیه اروپا، وزارت آموزش و تحقیقات فدرال (BMBF) برای آلمان و نوردراین-وستفالن، انجمن تحقیقات آلمان (DFG)، برنامه تحقیقات پزشکی نوآورانه (IMF) دانشکده پزشکی مونستر، مرکز بین رشته‌ای بودجه دریافت می‌کند. برای تحقیقات بالینی (IZKF) مونستر، بنیاد دیگر کرونر فرسنیوس و بنیاد کودکان RE.

## انتشارات
ویندل بیش از ۵۰۰ اثر علمی و نقد، کتاب، فصل کتاب و تک نگاری (تا نوامبر ۲۰۲۰) منتشر کرده‌است. انتشارات برگزیده:
1. Gerdes LA, Janoschka C، Eveslage M، Mannig B، Wirth T، Schulte-Mecklenbeck A، Lauks S، Glau L، Gross CC, Tolosa E، Flierl-Hecht A، Ertl-Wagner B، Barkhof F، Meuth SG, Kümpfel T, Wiendl H, Hohlfeld R, Klotz L. امضای ایمنی مولتیپل اسکلروزیس پرودرومال در دوقلوهای تک تخمکی. Proc Natl Acad Sci US A. 117(35):21546-21556.
2. Hauser SL, Bar-Or A، Cohen JA, Comi G، Correale J، Coyle PK, Cross AH, de Seze J، Leppert D، Montalban X، Selmaj K، Wiendl H، Kerloeguen C، Willi R، Li B، Kakarieka A, Tomic D, Goodyear A, Pingili R, Häring DA, Ramanathan K, Merschhemke M, Kappos L; گروه‌های آزمایشی ASCLEPIOS I و ASCLEPIOS II. اوفاتوموماب در مقابل تری فلونوماید در مولتیپل اسکلروزیس N Engl J Med 6; 383 (6): 546-557.
3. کلوتز ال*، اشبورن ام*، لیندنر ام*، لیبمن ام، هرولد ام، یانوشکا سی، تورس گاریدو بی، شولت-مکلنبک A، گراس سی سی، بروئر جی، هوندهگ پی، پوزویتز وی، پیگنوله بی، نبل جی، گلندر اس فریس ان، آسترمن جی، ویرث تی، کمپل جی‌آر، اشنایدر هوهندورف تی، اوسلیج ام، براسات دی، شواب ان، بازنده کی، راث جی، بوش کی‌بی، استول ام، مهاد دی‌جی، میث اس‌جی، ترنر تی، بار- یا A, Wiendl H (2019) درمان تریفلونومید برای ام اس، تنفس میتوکندری سلول T را با اثرات وابسته به میل ترکیبی تعدیل می‌کند. Sci Transl Med 11 (490):eaao5563. *سهم برابر
4. Gross CC*، Meyer C*، Bhatia U*، Yshii L*، Kleffner I*، Bauer J*، Tröscher A، Schulte-Mecklenbeck A، Herrich S، Schneider-Hohendorf T، Plate H، Kuhlmann T، Schwaninger M، Brück W، Pawlitzki M، Laplaud DA, Loussouarn D، Parratt J، Barnett M، Buckland ME, Hardy TA, Reddel SW, Ringelstein M، Dörr J، Wildemann B، Kraemer M، Lassmann H، Höftberger R، Beltrán E، Dornmair شواب ان، کلوتز ال، میوت اس جی*، مارتین-بلوندل جی*، ویندل اچ*، لیبلائو آر*. (۲۰۱۹). اندوتلیوپاتی با واسطه سلول CD8 + T یک مکانیسم قابل هدف التهاب عصبی در سندرم Susac است. Nat Comm 10:5779. * مشارکت برابر، * آخرین نویسنده مشترک، مکاتبات برابر
5. Schneider-Hohendorf T، Görlich D، Savola P، Kelkka T، Mustjoki S، Gross CC, Owens GC, Klotz L، Dornmair K، Wiendl H، Schwab N (2018) سوگیری جنسی در شکل دهی سیستم ایمنی سازگار با MHC I. Proc Natl Acad Sci USA 115(9):2168-2173.
6. Gerwien H*، Hermann S، Zhang X، Korpos E، Song J، Kopka K، Faust A، Wenning C، Gross CC, Honold L، Melzer M، Opdenakker G، Wiendl H، Schäfers M*، Sorokin L* (۲۰۱۶) تصویربرداری فعالیت متالوپروتئیناز ماتریکس در مولتیپل اسکلروزیس به عنوان نشانگر اختصاصی نفوذ لکوسیت در سد خونی مغزی. Sci Transl Med 8(364):364ra152. (*سهم برابر)
7. کلوتز ال، کوزمانوف آی، هاک اس، گروس سی سی، پوسویتز وی، دریکلافت A، شولته-مکلنبک A، یانوشکا سی، لیندنر ام، هرولد ام، شواب ان، لودویگ-پرتغال اول، کورتس سی، میث اس جی، کولمن تی، ویندل H (2016) B7-H1 اختلال عملکرد سلول‌های اندوتلیال مغز با واسطه سلول‌های T و انسفالیتوژنیک ناحیه ای را در خودایمنی CNS خود به خود شکل می‌دهد. Proc Natl Acad Sci USA 113(41):E6182-E6191.
8. Gross CC, Schulte-Mecklenbeck A، Rünzi A، Kuhlmann T، Posevitz-Fejfár A، Schwab N، Schneider-Hohendorf T، Herrich S، Held K، Konjević M, Hartwig M، Dornmair K، Hohlfeld R، Ziemssen T، K. , Meuth SG, Wiendl H (2016) اختلال در تنظیم فعالیت سلول‌های T با واسطه NK در مولتیپل اسکلروزیس توسط مدولاسیون گیرنده IL-2 بازسازی می‌شود. Proc Natl Acad Sci USA 113(21):E2973-2982.
9. Kappos L، Wiendl H، Selmaj K، Arnold DL, Havrdova E، Boyko A، Kaufman M، Rose J، Greenberg S، Sweetser M، Riester K، O'Neill G، Elkins J (2015) Daclizumab HYP در مقابل اینترفرون بتا-1a در مولتیپل اسکلروز عود کننده. N Engl J Med 373(15):1418-1428.
10. Schneider-Hohendorf T, Rossaint J, Mohan H, Böning D, Breuer J, Kuhlmann T, Gross CC, Flanagan K, Sorokin L, Vestweber D, Zarbock A, Schwab N, Wiendl H (2014) محاصره VLA-4 مسیرهای دیفرانسیل را ترویج می‌کند به CNS انسان شامل نورد PSGL-1 سلول‌های T و چسبندگی MCAM سلول‌های T(H)17. J Exp Med 211 (9): 1833-1846.
11. بروئر جی، شواب ان، اشنایدر هوهندورف تی، مارزینیاک ام، موهان اچ، باتیا یو، گروس CC، کلاوزن BE، ویشاوپت سی، لوگر TA، میوت اس جی، لوسر ک، ویندل اچ (۲۰۱۴) نور فرابنفش B ایمنی سیستمیک را تضعیف می‌کند. پاسخ در خودایمنی سیستم عصبی مرکزی آن نورول ۷5 (5): ۷۳۹–۷۵۸.
12. Bittner S*، Ruck T*، Schuhmann MK, Herrmann AM, Maati HMO, Bobak N، Göbel K، Langhauser F، Stegner D، Ehling P، Borsotto M، Pape H، Nieswandt B، Kleinschnitz C، Heurteaux C، Galla H، Budde T، Wiendl H*، Meuth SG* (۲۰۱۳) کانال پتاسیم ۱ مربوط به TWIK اندوتلیال (TREK 1) قاچاق سلول‌های ایمنی را به CNS تنظیم می‌کند. Nat Med 19:1161-1165. * سهم برابر

- H. Wiendl لیست انتشارات ResearchGate
- H. Wiendl لیست انتشارات PubMed